# Rosa alabukensis
Rosa alabukensis es una especie de planta del género Rosa, de la familia Rosaceae.

## Taxonomía
Rosa alabukensis fue descrita por Tkatsch. en 1979.

## Distribución
Se encuentra en el territorio de Kirguistán.